# Boleslaw Tempowski
Boleslaw Tempowski (* 31. Mai 1921 in Dombrowa; † 5. Dezember 2008 in Nîmes), in Frankreich meist Bolek Tempowski genannt, war ein polnischstämmiger französischer Fußballspieler und -trainer.

## Vereinskarriere
Boleslaw Tempowski kam 1927 als Kind polnischer Einwanderer in die nordfranzösische Bergbauregion, wo die Familie jedoch in der Landwirtschaft arbeitete. Diesen Bauernhof kaufte er später von seinen Bezügen und legte darauf auch selbst regelmäßig Hand an. Mit 17 debütierte der nur 1,63 m große, schmächtige Halbstürmer an der Seite des Goalgetters René Bihel bei US Valenciennes in der zweiten Division. Er besaß einen harten Schuss, eine gute Technik und war trotz seiner Physis durchsetzungsfähig. Kurz darauf wurde auch die Karriere des meist kurz „Bolek“ oder „Tempo“ genannten Spielers durch Kriegsausbruch und deutsche Besetzung Frankreichs unterbrochen. Die Nordvereine konnten bis 1942 lediglich am Pokalwettbewerb, nicht jedoch an den Meisterschaftsrunden teilnehmen, weil sie in der unmittelbar der deutschen Militärverwaltung in Brüssel unterstellten „Verbotenen Zone“ (Zone interdite) lagen. Ab 1941 oder 1942 spielte Tempowski für den Liller Vorstadtverein SC Fives und wurde mit diesem in der Nordstaffel der Division 1 1943 Tabellendritter. In der Saison 1943/44 musste er – wie alle französischen Profifußballer – unter anderem mit seinen Mannschaftskameraden François Bourbotte, Joseph Jadrejak und Marceau Somerlinck für eine Regionalauswahl antreten, weil die Regierung des „freien Frankreich“ den Berufssport abschaffen wollte. In der Équipe Fédérale Lille-Flandres traf der Stürmer auch wieder auf Bihel, außerdem auf die späteren Nationalspieler Julien Darui und Jean Baratte, und diese Mannschaft wurde 1944 Vizemeister – ein heute allerdings nur noch inoffizieller Titel.
Im letzten Kriegsjahr wieder bei Valenciennes unter Vertrag, wechselte er 1945 zu Lille Olympique, wo zahlreiche Mitspieler aus Fives und der Auswahl Lille-Flandres „ihren Bolek“ begrüßten. Tempowski wurde unumstrittener Stammspieler in einer legendären Mannschaft, die in den folgenden sechs Jahren durch Spieler wie Jacques Grimonpon, Cor van der Hart, André Strappe, Roger Vandooren und Jean Vincent vor allem in der Offensive laufend verstärkt wurde, Titel wie am Fließband sammelte und zu den legendären Teams des französischen Profifußballs zählt. In der Division 1 wurde Lille 1946 Meister sowie von 1948 bis 1951 viermal in Folge Vizemeister. Noch erfolgreicher war die Elf im Pokalwettbewerb um die Coupe de France, die sie dreimal nacheinander in die Vitrine des Vereinsheims stellen konnte. Tempowski war in allen drei Endspielen dabei: 1946 erzielte er darin den ersten Treffer beim 4:2 über Red Star (wodurch der LOSC zugleich den Doublé gewann), 1947 (2:0 über Racing Strasbourg) und 1948 (3:2 gegen den großen Nord-Rivalen Racing Lens) trugen seine Vorlagen zu den Erfolgen bei. Beim Endspiel 1949, das Lille 2:5 gegen den Racing Club Paris verlor, fehlte er allerdings: im März 1949 hatte er im Punktspiel gegen CO Roubaix-Tourcoing einen Beinbruch erlitten, der ihn zu einer achtmonatigen Pause verurteilte. Zuvor hatte er sich 1947/48 mit 23 Treffern auf Platz 3 der besten Torschützen der Liga geschossen und war auch zum Nationalspieler geworden (siehe unten).
Von dieser als erst 27-Jähriger erlittenen Verletzung hat „Tempo“ sich nie wieder richtig erholt. Zwar spielte er insgesamt noch gut vier Jahre für Lille, Racing Strasbourg (1951/52) und SO Montpellier (ab 1952); doch sein Comeback stand auch deshalb unter keinem guten Stern, weil sowohl die Elsässer als auch Montpellier nicht stark genug waren, um die oberste Spielklasse zu halten. Nachdem Tempowski zu Beginn der Saison 1953/54 noch vier Spiele in der zweiten Division absolviert und auch dabei noch ein Tor erzielt hatte, erklärte er gegenüber seinem Trainer Darui (auch ein Ex-Mitspieler in der ÉF Lille-Flandres) das Ende seiner Profikarriere.

### Stationen
- Union Sportive de Valenciennes-Anzin (1938–?, in D2)
- Sporting Club Fivois (1941 oder 1942–1943)
- Équipe Fédérale Lille-Flandres (1943/44)
- Union Sportive de Valenciennes-Anzin (1944/45)
- Lille Olympique SC (1945–1951)
- Racing Club de Strasbourg (1951/52)
- Stade Olympique Montpelliérain (1952–1954)

## In der Nationalmannschaft
Tempowski spielte international für die französische Militärnationalelf, die B- und einmal auch die A-Nationalmannschaft, Letzteres im Mai 1947 gegen England. In dieser Begegnung kam ihm im Stadion von Highbury die ungewohnte defensive Aufgabe zu, den gegnerischen Spielmacher Wilfred Mannion auszuschalten. Dies gelang ihm nicht vollständig, denn Mannion erzielte sogar Englands zweiten Treffer bei der 0:3-Niederlage der Bleus. „Bolek“ wurde bis zu seiner Verletzung zwar weiterhin in den A-Kader berufen, aber nicht wieder eingesetzt.

## Der Trainer
1954 ließ Boleslaw Tempowski sich in der damals noch französischen Kolonie Algerien nieder, wo er Stade Guyotville trainierte. Als sich dort der Unabhängigkeitskrieg zuspitzte, flüchtete er mit seiner Frau und ihren beiden Kindern Hals über Kopf in das „Mutterland“ zurück, zunächst nach Porto-Vecchio auf Korsika, wo er ebenfalls eine Amateurmannschaft unterwies, anschließend wieder nach Nordfrankreich. Beim dortigen Iris Club de Lambersart betreute er die Jugendelf, darunter den jungen Didier Six und den Sohn seines Liller Sturmkollegen Jean Lechantre. Eine weitere Station war von 1979 bis 1982 die Tätigkeit als Erstliga-Kotrainer bei seinem Ursprungsclub, der US Valenciennes-Anzin.
Im Dezember 2008 verstarb der außerhalb des Spielfeldes „durch seine Freundlichkeit und Bescheidenheit hervorstechende“ Boleslaw Tempowski mit 87 Jahren in Südfrankreich.

## Palmarès
- Französischer Meister: 1946 (und Vizemeister 1944 [inoffizieller Titel], 1948, 1949, 1950, 1951)
- Französischer Pokalsieger: 1946, 1947, 1948
- 1 A-Länderspiel (kein Treffer) für Frankreich
- mindestens 184 Spiele und 92 Tore in der Division 1, davon 21/12 für Valenciennes, 112/65 für Lille, 21/8 für Strasbourg, 30/7 für Montpellier[13]